# Коронавірусна хвороба 2019 у Беніні
Коронавірусна хвороба 2019 у Беніні — розповсюдження вірусу територією країни Бенін.

## Хронологія
16 березня було підтверджено перше зараження. Через три дні було повідомлено про другий підтверджений випадок. В країні було призупинено міжнародні рейси, а людей, що приїжджають в країну авіасполученням, поміщають під 14-денний обов'язкову ізоляцію. Жителям Беніну рекомендується носити маски та виходити з дому лише за потреби.